# Finlandia na Letniej Uniwersjadzie 2009
Finlandię na Letniej Uniwersjadzie w Belgradzie reprezentowało 52 zawodników. Finowie nie zdobyli żadnego medalu. 
Sporty drużynowe w których Finlandia brała udział:
| Dyscyplina  | Mężczyźni | Kobiety |
| Koszykówka  | ✔         |         |
| Piłka nożna |           |         |
| Piłka wodna |           |         |
| Siatkówka   |           |         |